# تلمبه ۱۷ شهریور
تلمبه ۱۷ شهریور روستایی در دهستان باغین بخش مرکزی شهرستان کرمان استان کرمان ایران است.

## جمعیت
بر پایه سرشماری عمومی نفوس و مسکن در سال ۱۳۹۵ جمعیت این مکان ۲۶ نفر (۵خانوار) بوده‌است.